# Sanirión
Sanirión (en griego antiguo: Σαννυρίων) fue un poeta cómico ateniense de finales del siglo V a. C., y contemporáneo de Diocles de Fliunte y Fililio, según la Suda. Perteneció a los últimos años de la Comedia antigua y al principio de la Comedia media.

## Obras
Sanirión escribió las siguientes obras.
- Τέλως, Telós
- Δανάη, Dánae
- Ιώ, Io
- Σαρδανάπαλλος, Sardanápalo (El título que aparece en la Suda puede ser erróneo; la lectura de un pasaje de Ateneo sugiere que Suda lo confundió con la obra de Estratis mencionada anteriormente, Ficasta (Ψυχασταί)[2]

En la obra de Aristófanes Gerítades, Sanirión, Meleto y Cinesias salen elegidos embajadores de los poetas hacia las sombras inferiores porque son muy flacos.

## Hegéloco
Sanirión es una de las fuentes de la historia de Hegéloco, y sale como un actor que fue satirizado por una leve pero cómica mala pronunciación mientras aparecía en la obra Orestes de Eurípides en el 408 a. C., lo cual arruinó su carrera.